# WCW Monday Nitro
WCW Monday Nitro, также известная как WCW Nitro или просто Nitro, — телевизионная рестлинг-программа, выпускавшаяся компанией World Championship Wrestling и выходившая еженедельно по понедельникам вечером на канале TNT в США с 4 сентября 1995 года по 26 марта 2001 года. В течение всего времени существования программа шла в то же время, что и шоу World Wrestling Federation (WWF, ныне WWE) — Monday Night Raw.
Шоу создано Эриком Бишоффом и Тедом Тёрнером, дебют Nitro положил начало Monday Night Wars, битве за телевизионные рейтинги между WWF и WCW, в которой каждая компания прибегла к жестокой тактике. Хотя Nitro с самого начала было сравнимо по популярности с Raw, оно начал доминировать над своим соперником в телевизионных рейтингах, основываясь в основном на силе «Нового мирового порядка» (nWo), мятежной группировки рестлеров, которые хотели захватить WCW. Начиная с июня 1996 года, Nitro побеждал Raw в рейтингах 83 недели подряд, что вынудило владельца WWF Винса Макмэна начать более ориентированную на взрослых Attitude Era.
По мере того, как сюжетная линия nWo становилась все скучнее, интерес фанатов падал, и Raw начало сокращать разрыв в рейтингах. В апреле 1998 года, через несколько недель после того, как Стив Остин выиграл свой первый титул чемпиона WWF, Raw впервые за почти два года обошло Nitro по рейтингам. Шоу продолжали обмениваться рейтинговыми победами до ноября 1998 года, когда Raw окончательно обошло Nitro.
Помимо трансляций из различных арен и мест по всей территории США и Канады, таких как Mall of America в пригороде Миннеаполиса, Миннесота, откуда транслировался самый первый эпизод, Nitro также организовывало специальные трансляции из Disney-MGM Studios в Орландо в 1996 году, транслировало ежегодные эпизоды Spring Break-Out из Панама-Сити-Бич, Флорида и снимало некоторые эпизоды в Австралии и Великобритании осенью 2000 года. 23 марта 2001 года Винс Макмэн купил WCW, включая ее шоу Nitro, тем самым победив и положив конец Monday Night Wars.
По состоянию на 30 июня 2016 года все эпизоды доступны для потокового вещания на WWE Network и стриминговом сервисе Peacock от NBC.
WCW Monday Nitro транслировалось на российском телевидении с 1998 по 2001 год, шоу выходило на канале ТНТ с комментариями Николая Фоменко.